# Ida Alstad
Ida Alstad (Trondheim, 13 giugno 1985) è una pallamanista norvegese, terzino destro del Byåsen Trondheim e della nazionale norvegese.
Con la maglia della nazionale ha vinto l'oro olimpico ai Giochi di Londra 2012 e il bronzo olimpico ai Giochi di Rio de Janeiro 2016.

## Palmarès

### Club
- Coppa delle Coppe: 2

FC Midtjylland: 2014-2015
- Campionato danese: 1

FC Midtjylland: 2015
- Campionato ungherese: 1

Győri ETO: 2015-2016
- Coppa d'Ungheria: 1

Győri ETO: 2015-2016
- Coppa di Norvegia: 1

Byåsen HE: 2008

### Nazionale
- Oro olimpico: 1

Londra 2012
- Bronzo olimpico: 1

Rio de Janeiro 2016
- Campionato mondiale

 Oro: Brasile 2011
 Oro: Danimarca 2015
 Bronzo: Cina 2009
- Campionato europeo

 Oro: Danimarca-Norvegia 2010
 Oro: Croazia-Ungheria 2014
 Argento: Serbia 2012